# ادواردو مانجاروتی
ادواردو مانجاروتی (ایتالیایی: Edoardo Mangiarotti تلفظ ایتالیایی: [edoˈardo mandʒaˈrɔtti]؛ ۷ آوریل ۱۹۱۹ – ۲۵ مهٔ ۲۰۱۲) شمشیرباز اهل ایتالیا بود. او قهرمان شش دوره بازی‌های المپیک و سیزده دوره مسابقات جهانی شده و مجموعاً با کسب نوزده مدال طلای انفرادی و تیمی از مسابقات جهانی و المپیک پرافتخارترین شمشیرباز تاریخ به‌شمار می‌رود.